# Mary Pierce
Pour les articles homonymes, voir Pierce.
Mary Pierce est une joueuse de tennis française, professionnelle de 1989 à 2006, née le 15 janvier 1975 à Montréal. Elle grandit au Canada puis aux États-Unis et possède la double nationalité franco-américaine, mais elle défend les couleurs françaises en compétition, notamment en Fed Cup.
Au cours de sa carrière sportive, Mary Pierce a notamment gagné deux tournois du Grand Chelem en simple dames : l'Open d'Australie en 1995 et Roland-Garros en 2000. Elle a atteint la finale de quatre autres éditions du Grand Chelem : à l'Open d'Australie 1997, à Roland-Garros 1994 et 2005, et à l'US Open 2005. Elle possède aussi deux titres du Grand Chelem en double, à Roland-Garros en 2000 en double dames et à Wimbledon en 2005 en double mixte, et a également perdu une finale à l'Open d'Australie en 2000 en double dames. Elle a aussi atteint deux fois la finale du Masters en 1997 et 2005. Au total, elle a remporté 18 tournois en simple et 10 en double dames, et a été classée 3e mondiale dans les deux spécialités. Avec l'équipe de France, elle a gagné deux fois la Fed Cup en 1997 et 2003.
Mary Pierce fait partie du cercle fermé des joueuses comptabilisant plus de 500 victoires en carrière, ainsi que des joueuses ayant gagné au moins un tournoi sur toutes les surfaces. Par ailleurs, elle est l'une des trois seules Françaises avec Amélie Mauresmo et Marion Bartoli à avoir gagné au moins un titre du Grand Chelem dans l'ère Open, et à avoir atteint les quarts de finale en simple dans les quatre tournois du Grand Chelem. Parmi les joueurs français de l'ère Open, hommes et femmes confondus, elle détient les records de six finales et trente huitièmes de finale disputés en Grand Chelem.
Après sa carrière sportive, elle a notamment été capitaine adjointe de l'équipe de France durant la saison 2017 de la Fed Cup.
Elle fait son entrée le 20 juillet 2019 au International Tennis Hall of Fame.

## Biographie
Mary Caroline Pierce est la fille de Jim Pierce (1935-2017), de son vrai nom Bobby Glenn Pearce, un Américain engagé dans les commandos de marines à 18 ans et ancien repris de justice ayant séjourné pendant cinq années en prison pour divers larcins commis entre l'âge de 18 et 48 ans. Après un nouveau vol commis à Miami, il n'attend pas le jugement, s'enfuit à Montréal où il change son nom et rencontre sa femme, une étudiante parisienne, Yannick Adjadj, future masseuse professionnelle. Jim et Yannick ont deux enfants : Mary puis David, né en 1976. Au début des années 1980, Jim Pierce négocie sa peine et peut ainsi revenir avec sa famille en Floride.

### Débuts prometteurs
Mary Pierce découvre le tennis à l'âge de 10 ans en Floride, en accompagnant une copine à un entraînement. Rapidement passionnée, la jeune fille convainc son père, Jim, de l'inscrire à l'académie de Harry Hopman, où elle va se forger un style fondé sur la puissance et les qualités physiques.
En 1987, elle remporte le Championnat des États-Unis des moins de douze ans ; son père abandonne alors son métier pour s'improviser entraîneur de tennis. Vivant son rêve de champion par procuration, il l'extirpe de l'école et inflige à sa fille, de 14 à 18 ans, huit heures d'entraînement quotidien en plein soleil et des paires de claques au visage en cas de défaite ou de faible effort à l'entrainement. Malgré sa réussite sportive, qu'elle reconnaît devoir à son père qui a vendu sa boutique de bijouterie pour s'occuper de sa carrière, Mary Pierce avouera : « le tennis m’a volé une partie de mon enfance ».
Ne passant pas par le circuit junior, Mary Pierce commence sa carrière professionnelle en 1989 par le tournoi WTA Tiers II de Hilton Head. Elle devient alors la plus jeune joueuse à entrer sur le circuit (14 ans et 2 mois) jusqu'à ce que Jennifer Capriati ne lui prenne ce record l'année suivante.
1991-1992 voient Mary Pierce percer au plus haut niveau. Avec quatre succès dans des épreuves secondaires (Palerme en 1991 en simple comme en double, puis Cesena, Palerme et Porto Rico en 1992), elle gravit rapidement les échelons de la hiérarchie mondiale, passant du 236e rang en 1989, au 13e rang en 1992 à la WTA.
1993 est sa première grande année. La Française atteint en effet pour la première fois les quarts de finale dans un tournoi du Grand Chelem à l'Open d'Australie. Opposée à l'Argentine Sabatini, elle obtient quatre balles de match dans le jeu décisif du deuxième set qu'elle perd 14 points à 12. Elle n'oppose ensuite plus aucune résistance dans le dernier set et s'incline 4-6, 7-6, 6-0 en presque trois heures de jeu. Mary Pierce atteint les 8e de finale à Roland Garros s'inclinant face à la no 8 mondiale Jennifer Capriati au terme d'un match très disputé 6-4, 7-6. Elle est également 8e de finaliste à l'US Open vaincue 6-1, 6-0 par la no 1 Steffi Graf. Au mois d'octobre, elle remporte le Grand Prix de Stuttgart face à Natasha Zvereva 6-3, 6-3.
Participant au Masters pour la première fois, Mary Pierce y atteint les demi-finales en battant deux top 10 : la no 5 Sabatini (7-6, 6-3) au premier tour puis Martina Navrátilová no 3 mondiale (6-1, 3-6, 6-4) en quarts. Elle est stoppée en demies par Arantxa Sánchez Vicario 6-2, 5-7, 6-2 puis finit l'année à la 12e place mondiale.
Ses premiers pas sont toutefois marqués par l'omniprésence bruyante de son père et entraîneur, Jim Pierce, qui finit par être exclu des courts de tennis, Mary Pierce obtenant une ordonnance restrictive contre son père brutal qui lui a promis la mort à elle et à son épouse[pas clair] après qu'elles ont décidé de l'exclure de la carrière sportive de Mary. L'émancipation de Mary Pierce et son travail avec Nick Bollettieri, son nouvel entraîneur, lui permettent de changer totalement son approche du jeu et contribuent à sa progression.
Notons que sur le circuit ITF, inférieur au circuit WTA, elle remporte 2 titres en simple et 4 en double.
1994 est l'année de sa confirmation. Sous l'égide de Sven Gröneveld, Mary Pierce est 8e de finaliste à l'Open d'Australie, battue, encore une fois, par Sabatini (6-3, 6-3). Surtout, elle se hisse en finale à Roland-Garros à l'issue d'un parcours impressionnant, ne perdant que dix jeux pour arriver en finale et en battant au passage la numéro un mondiale et tenante du titre Steffi Graf (couramment blessée tout au long de année 1994) en demi (6-2, 6-2). Mais elle s'incline 6-4, 6-4 en finale face à Arantxa Sánchez Vicario, au terme d'un match joué sur deux jours en raison de la pluie. Elle atteint quatre autres finales cette même année à Houston, Leipzig, Filderstadt et Philadelphie. En septembre, elle est pour la première fois quart de finaliste à l'US Open, battue par Jana Novotná 6-4, 6-0. Elle est ensuite une nouvelle fois demi-finaliste au Masters, battue par Lindsay Davenport 6-2, 6-3 après avoir vaincu Steffi Graf en quart de finale 6-4, 6-4.

### 1995: premier titre du Grand Chelem à l'Open d'Australie
En 1995, elle connaît la consécration en remportant, avec l'absence de la numéro 1 mondiale Steffi Graf, son premier tournoi du Grand Chelem à l'Open d'Australie. Impressionnante, elle ne perd aucun set et bat successivement 4 joueuses du top 10 : Anke Huber (no 10) 6-2, 6-4, Natasha Zvereva (no 8) en quart de finale 6-1, 6-4, Conchita Martínez (no 3) en demi-finale 6-3, 6-1, puis Arantxa Sánchez Vicario en finale 6-3, 6-2. À l'issue du tournoi, Mary Pierce atteint son meilleur classement à savoir numéro 3 mondiale. En février, elle est finaliste à l'Open Gaz de France battue par Steffi Graf 6-2, 6-2 et finaliste à Zurich en octobre, battue par Iva Majoli 6-4, 6-4. 
À Roland-Garros, elle arrive en huitième de finale. Elle élimine Nicole Bradtke (6-1 6-3), Christina Singer (7-5 6-0), Florencia Labat (6-2 6-2). Iva Majoli l'élimine en deux sets (6-2 6-3). Elle se fait surprendre à Wimbledon par Nathalie Tauziat au deuxième tour. Lors de l'US Open, elle est sortie du tournoi au troisième tour par Amy Frazier.
Elle remporte en septembre le tournoi de Tokyo : exemptée du premier tour, elle sort la locale Naoko Kijimuta en deux sets (6-1 7-5) puis elle poursuit face à Amy Frazier (6-3 3-6 6-3) et Amanda Coetzer (6-0 6-2)., avant de remporter le titre face à Arantxa Sánchez (6-3 6-3). En double, elle s'associe à une spécialiste de la discipline, Gabriela Sabatini, avec laquelle elle parvient jusqu'en demi-finale.
La même année, Mary Pierce atteint à deux reprises la finale d'un tournoi. 
À Paris, elle perd face à Steffi Graf . Elle s'associe à Jana Novotná en double et arrivera jusqu'en demi-finale. À Zurich, elle perd la finale face à Iva Majoli. En double, elle s'aligne avec Andrea Temesvári mais échoue dès le premier tour.

### 1996 - 1999: une carrière au plus haut niveau
1996 est une mauvaise saison pour Mary Pierce qui blessée, enchaîne les contre-performances : elle perd son titre en Australie dès le deuxième tour, battue par Elena Likhovtseva 6-4, 6-4, ne dépasse pas le troisième tour à Roland Garros et finit la saison numéro 22 mondiale. Néanmoins, elle atteint tout de même la finale du tournoi d'Amelia Island où elle est battue 6-7, 6-4, 6-3 par Irina Spîrlea ainsi que, pour la toute première fois les quarts de finale à Wimbledon perdant en trois set 3-6, 6-3, 6-1 face à la japonaise Kimiko Date.
En 1997, Mary Pierce revient très fort. Non tête de série à l'Open d'Australie, elle y atteint la finale en battant Anke Huber en huitièmes de finale 6-2, 6-3, Sabine Appelmans en quart 1-6, 6-4, 6-4 et Amanda Coetzer (tombeuse de Steffi Graf) en demi-finale 7-5, 6-1. Elle échoue en finale face à la prodige suisse Martina Hingis sur le score de 6-2, 6-2. Remise en confiance, Mary Pierce effectue une très bonne saison sur terre battue : finaliste à Amelia Island ainsi qu'à Berlin, elle remporte le tournoi de Rome 6-4, 6-0 face à Conchita Martinez et réussit un quart de finale au tournoi de Hambourg. Lors de ces quatre tournois, Mary Pierce bat de nombreuses joueuses de premier plan : Monica Seles, Arantxa Sánchez Vicario, Iva Majoli la vainqueur de Roland Garros quelques semaines plus tard, ou encore Amanda Coetzer. Forte de cette préparation, Mary Pierce atteint les huitièmes de finale de Roland Garros, battue 6-4 7-5 par Monica Seles au cours d'un match accroché. Lors de l'été 1997, Mary Pierce atteint les 8e de finale de Wimbledon pour la seconde fois de sa carrière, battue par Arantxa Sanchez Vicario 6-1 6-3 et s'arrête au même stade de la compétition à l'US Open face à Monica Seles (1-6 6-2 6-2). Fin septembre, elle remporte la Fed Cup contre les Pays-Bas avec Sandrine Testud et Nathalie Tauziat sous le capitanat de Yannick Noah. En novembre, elle est pour la première fois finaliste au Masters, vaincue par Jana Novotná 7-6, 6-2, 6-3 après avoir battu Martina Hingis en quart de finale 6-3, 2-6, 7-5. Elle termine cette saison 1997 au 7e rang mondial. Elle joue la Coupe Hopman avec Guy Forget.
1998 est une année prolifique pour Mary Pierce qui remporte 4 tournois : l'Open Gaz de France, Amelia Island, Moscou, Luxembourg et est finaliste à San Diego. En Grand Chelem, elle est quart de finaliste à l'Open d'Australie battue 6-3, 6-2 par Martina Hingis, 8e de finale à l'US Open, 1er tour à Wimbledon et 3e tour à Roland Garros. Elle est quart de finaliste au Masters battue par Martina Hingis 7-6, 6-3 et se maintient à la 7e place mondiale. Elle joue la Coupe Hopman avec Cédric Pioline où ils perdent en finale.
1999 est aussi une très belle saison pour la Française qui atteint 4 finales à Gold Coast, Hambourg, Rome, Filderstadt et remporte le tournoi de Linz 7-6, 6-1 face à sa compatriote Sandrine Testud. Elle est quart de finaliste à l'Open d'Australie, battue pour la troisième fois consécutive par Martina Hingis. Elle perd en quart de finale de l'US Open à l'issue d'un match de très grande qualité face à Lindsay Davenport 6-2, 3-6, 7-5 après avoir eu 2 balles de match. Elle finit l'année par un quart de finale au Masters, battue une fois encore par Hingis 6-1, 6-2 et se voit récompensée de son année par une 5e place au classement WTA.

### 2000: titre à Roland-Garros et blessures
En 2000, jouant un tennis de grande qualité, Mary Pierce, entraînée par son frère David, elle enchaine de jolies victoires.
En Australie, lors du tournoi majeur, elle arrive au quatrième tour. Étant dans un tableau compliqué (on y retrouve Amélie Mauresmo ou Jennifer Capriati); Mary Pierce passe le premier tour face à Linda Wild. Elle continue son chemin face à Amélie Cocheteux et Miriam Oremans. Elle perdra cependant au 4e tour face à Ai Sugiyama.
Elle est demi-finaliste à Indian Wells. Elle élimine coup sur coup Sonya Jeyaseelan, Corina Morariu, Elena Likhovtseva. À ce stade elle arrive en huitième et sort Serena Williams du tournoi sur un score sévère de 6-2 6-1. Malheureusement, elle sera éliminée par la numéro une mondiale, Martina Hingis.Elle remporte le tournoi de Hilton Head face à Arantxa Sanchez-Vicario 6-1, 6-0, en demi-finale elle bat 6-1, 6-1 Monica Seles. 
À Roland-Garros, où la tenante du titre Steffi Graf n'est pas là, elle effectue un parcours exceptionnel. Elle sort Tara Snyder sur un score de 6-3 6-1. Puis, elle sort Barbara Rittner sur un double 6-1. Elle poursuit en sortant sa compatriote Virginie Razzano, lui infligeant une bulle au passage (6-4 6-0). Elle continue son parcours face à Åsa Svensson (6-2 6-1). À ce stade, elle se retrouve face à la redoutable Monica Seles. Durant ce match beaucoup plus serré que les précédents (4-6, 6-3, 6-4); Mary Pierce réalise son très célèbre point gagnant joué.entre les jambes. Elle prend ensuite sa revanche sur Martina Hingis, en la sortant du tournoi (6-4, 5-7, 6-2. Elle se retrouve en finale d'un tournoi majeur pour la troisième fois de sa carrière. Cette fois, elle doit croiser le fer avec à une joueuse réputée pour son jeu sur terre battue; Conchita Martínez. Elle remporte néanmoins le tournoi en deux sets (6-2 7-5). Associée à Martina Hingis, elle gagne également le double. La Française redevient alors numéro 3 mondiale. 
Atteignant le 2e tour à Wimbledon, elle finit sa saison par un huitième de finale à l'US Open où blessée, elle doit abandonner face à Anke Huber alors qu'elle avait perdu la première manche 6-4. Notons qu'au 10 juillet 2000, elle atteint son meilleur classement en double, soit la 3e place mondiale.
La fin de l'année de Mary Pierce est surtout marquée par des soucis physiques.

### 2001 - 2004: pépins physiques mais quelques résultats et victoire en Fed Cup
Les pépins physiques vont alors se multiplier pour la Française qui ne jouera que très peu en 2001. Elle dégringole au classement WTA. De retour en 2002, alors classée aux alentours de la 130e place mondiale, elle réussit l'exploit d'atteindre en tant que wild card les quarts de finale à Roland Garros battue 6-1 6-1 par la future vainqueur Serena Williams.
En 2003, elle obtient des résultats encourageants avec un huitième de finale à Wimbledon battue 6-3, 6-3 par Justine Henin-Hardenne et un autre huitième de finale à l'US Open battue par Anastasia Myskina 7-6, 6-1. En outre, à Filderstadt, Mary Pierce bat pour la première fois une joueuse du top 5 depuis Roland Garros 2000, il s'agit de Jennifer Capriati (5e mondiale) vaincue 6-4, 6-2 au 2e tour. Avec Amélie Mauresmo, elle remporte pour la deuxième fois la Fed Cup face aux USA.
En 2004, Mary Pierce obtient de solides résultats : finaliste à l'Open Gaz de France, elle remporte ensuite son premier tournoi depuis Roland Garros 2000 sur le gazon de Bois-le-Duc 7-6, 6-2 face à Klára Koukalová. Elle entre ainsi dans le cercle prestigieux des joueuses ayant remporté au moins un tournoi sur chacune des surfaces existantes (synthétique, terre battue, gazon et ciment). Elle est ensuite quart de finaliste aux Jeux olympiques d'Athènes, s'inclinant 6-4, 6-4 face à Justine Henin-Hardenne après avoir battu sur le même score la tenante du titre Venus Williams au tour précédent. À l'US Open, elle réalise une grande performance en battant au troisième tour la toute récente vainqueur de Wimbledon et no 7 mondiale Maria Sharapova sur le score de 4-6, 6-2, 6-3. En huitième de finale, Mary Pierce s'incline 7-6, 6-2 face à la future vainqueur Svetlana Kuznetsova.

### 2005: grand retour
2005 est sa plus grande saison, marquée aussi par le retour à ses côtés de son frère David. Après une défaite au premier tour de l'Open d'Australie face à Stéphanie Cohen-Aloro, Mary Pierce est quart de finaliste au tournoi d'Indian Wells, s'inclinant 6-4, 6-2 face à Maria Sharapova à l'issue d'un match spectaculaire.
8e de finaliste dans plusieurs tournois de préparation à Roland Garros, elle entame les Internationaux de France en tant que tête de série no 22. Elle va y effectuer un parcours exceptionnel. Elle bat la numéro 11 mondiale, Vera Zvonareva, au troisième tour sur le score de 7-6, 7-5 après avoir été menée 5-2 et avoir sauvé une balle de set dans la première manche. En huitième de finale, elle bat la numéro 10 mondiale (et alors considérée comme no 2 sur terre battue) Patty Schnyder en trois sets : 6-1, 1-6, 6-4 dans un match qui vaut pour l'intensité de sa troisième manche épique où Mary Pierce a besoin de 11 balles de matchs pour conclure. En quart de finale, la française bat la numéro un mondiale Lindsay Davenport 6-3, 6-2. Le rêve continue pour Mary Pierce qui bat la russe Elena Likhovtseva 6-1, 6-1 en demi-finale. Mais, ratant complètement son match, elle est battue 6-1, 6-1 en finale par Justine Henin-Hardenne.
Mary Pierce est ensuite quart de finaliste à Wimbledon, battant Ana Ivanovic au passage, mais s'inclinant face à la future gagnante Venus Williams 6-0, 7-6. Après un premier set raté perdu 6-0, la française hisse son niveau de jeu dans une seconde manche acharnée qu'elle perd 12 points à 10 au tie-break après avoir eu 5 balles de set. 
Elle remporte toutefois un titre à Wimbledon : le double mixte associée à l'Indien Mahesh Bhupathi. Ils commencent par sortir Elena Baltacha et David Sherwood (6-3 6-4) puis ils battent la paire zimbabwéenne spécialiste de la discipline, Cara et Wayne Black, tête de série no 2 (6-3 6-4). Ils enchaînent ensuite face à Mara Santangelo et Martín García (6-3 7-6) puis contre la paire tête de série no 12, Kim Clijsters et Olivier Rochus (6-1 7-5), et la paire tête de série no 3, Lisa Raymond et Jonas Björkman, en demi-finale (7-5 6-1). En finale, ils sont victorieux en deux sets (6-4 6-2) face à Tatiana Perebiynis et Paul Hanley.
Mary Pierce est alors no 12 mondiale. Elle remporte en août le 17e titre de sa carrière à San Diego, battant en finale la Japonaise Ai Sugiyama 6-0, 6-3.
Elle réalise ensuite un US Open formidable en battant coup sur coup Justine Henin-Hardenne (no 8) en huitième de finale (6-3, 6-4), Amélie Mauresmo (no 3) en quart de finale (6-4, 6-1) et Elena Dementieva (no 7) en demi-finale (3-6, 6-2, 6-2). Elle devient ainsi la première Française à atteindre la finale de l'US Open. Mais, en finale, elle ne peut rien faire face à Kim Clijsters qui la bat 6-3, 6-1. Mary Pierce est alors no 6 mondiale.
Lors de la finale de la Fed Cup qui se dispute à Roland-Garros face à la Russie, Mary Pierce perd son premier match 7-6, 2-6, 6-1 face à Elena Dementieva puis elle remporte son second à l'issue d'un époustouflant retour face à Anastasya Myskina. En effet, dans ce matc, elle est menée 6-4, 4-1, service à suivre pour la Russe, mais elle remporte finalement le match 4-6 6-4 6-2. Elle perd ensuite le double décisif et donc le titre de la Fed Cup avec Amélie Mauresmo face à la paire Elena Dementieva et Dinara Safina 6-4, 1-6, 6-3.
Elle remporte à Moscou le 18e titre de sa carrière face à Francesca Schiavone 6-4, 6-3. En quarts de finale, elle doit sauver, lors du tie break du troisième set, 6 balles de match contre Elena Likhovtseva. Menée 6-0 au tie break, elle le remporte finalement 8-6, empochant le match au passage. La régularité dans l'excellence devient alors la grande force de Mary Pierce, qu'elle n'a que peu connue dans sa carrière.
Mary Pierce devient ainsi numéro 5 mondiale et se qualifie pour le Masters.
Au Masters, elle gagne tous ses matchs de poules successivement face à Kim Clijsters 6-1, 4-6, 7-6, Elena Dementieva 6-2, 6-3 et Amélie Mauresmo 2-6, 6-4, 6-2. En demi-finale, elle bat Lindsay Davenport 7-6, 7-6. En finale, Mary Pierce est cependant battue 5-7, 7-6, 6-4 par Amélie Mauresmo en 3h07 de jeu à l'issue d'un match fabuleux et de très grande qualité, considéré comme l'un des meilleurs matchs de 2005.

### 2006: nouvelle année de blessures
Mary Pierce commence l'année avec l'objectif de devenir numéro 1 mondiale. Elle commence sa saison 2006 à l'Open d'Australie où elle bat Nicole Pratt 6-1, 6-1 au premier tour. C'est l'accident au deuxième tour où Mary Pierce est battue 6-3, 7-5 par Iveta Benešová.
La Française est ensuite finaliste à l'Open Gaz de France, battue 6-1, 7-6 par Amélie Mauresmo après avoir battu Patty Schnyder en demi-finale 6-4, 6-2.
Mais une blessure à la cheville, contractée lors de la finale en France, gâche ensuite sa saison et l'empêche de défendre ses chances à Roland Garros et à Wimbledon. Elle pointe tout de même, au 8 mai 2006, au 4e rang mondial.
Après quasiment six mois de patience pour soigner une tendinite au pied, Mary Pierce effectue son retour sur le circuit à San Diego, tournoi dont elle est la tenante du titre. Elle y bat tout d'abord Sybille Bammer 6-1, 6-7, 7-6 puis Emma Laine 6-1, 6-2. Elle est battue en quart de finale par la future vainqueur Maria Sharapova 6-2, 6-3.
À l'US Open, elle bat au premier tour Elena Vesnina 7-5, 6-1, puis Eva Birnerová 6-3, 6-4 au deuxième tour. Au troisième tour elle est battue 4-6, 6-0, 6-0 par la Chinoise Li Na. Mary Pierce a ensuite beaucoup de mal à confirmer son retour. Elle perd au premier tour de Stuttgart, Luxembourg et Zurich.
À Linz, revenant sur de bonnes bases, Mary Pierce bat Ai Sugiyama 7-6, 7-6. Mais ensuite, alors qu'elle menait 6-4, 6-5 contre la Russe Vera Zvonareva en huitièmes de finale, elle se tord très violemment le genou gauche et est contrainte à l'abandon. Elle souffre alors d'une déchirure des ligaments croisés du genou gauche, qui lui vaut une opération. En dépit d'une convalescence plus longue que prévu, elle souhaite reprendre à tout prix le tennis avec pour principal objectif de briller aux Jeux olympiques de Pékin. Cependant, Mary Pierce ne reprendra jamais la compétition. 

### 2008-2011: fin de carrière
Contre toute attente, la Fédération française de tennis a annoncé le 23 juin 2008 que Mary Pierce ferait partie de la liste des 4 joueuses sélectionnées pour les Jeux olympiques de Pékin en simple du fait de son classement protégé (27e). Mais pas encore prête physiquement, elle renonce à cet objectif. La même année, elle joue à une exhibition caritative aux côtés de son modèle Chris Evert. On apprend par la même occasion que son genou lui fait encore mal, deux ans après l'accident.
Le 22 août 2009, le quotidien français L'Équipe annonce qu'elle a repris un entrainement intensif et qu'elle pourrait reprendre le chemin de la compétition en 2010. Bien évidemment, ce ne fut pas le cas.
En février 2011, elle participe à un match caritatif à l'Open Gaz de France mais révèle que son genou la gêne encore. Mais elle n'annonce toujours pas sa retraite et se demande, à 36 ans, si elle a encore envie de faire les sacrifices qu'implique un retour sur le circuit. Elle évoque qu'elle aimerait une dernière fois jouer sur le central de Roland Garros pour dire au revoir à son public lors d'un match exhibition. Mary Pierce partage sa vie entre la Floride, Paris et l’Île Maurice où elle met en place une association humanitaire pour les enfants.

### Depuis 2012
En 2012, même si sa retraite n'a jamais été officialisée, Mary Pierce s'occupe de l'entrainement d'une jeune Mauricienne, Emmanuelle de Beer. Elle a elle-même demandé la nationalité mauricienne, vivant sur cette île depuis 2008.
Elle devient en fin d'année 2015 consultante sur MCS Tennis puis en décembre 2015 membre du comité directeur de la Fédération internationale de tennis.
Le 21 décembre 2016, Yannick Noah nomme Mary Pierce capitaine adjointe de l'équipe de France pour la saison 2017 de la Fed Cup.
Depuis les Internationaux de France de tennis 2017, elle est consultante sur France Télévisions et commente certains matchs.
Le 20 juillet 2019, Mary Pierce fait son entrée à l'International Tennis Hall of Fame

## Palmarès

### Titres en simple dames
| No | Date       | Nom et lieu du tournoi                      | Catégorie | Dotation    | Surface         | Finaliste           | Score         |          |
| -- | ---------- | ------------------------------------------- | --------- | ----------- | --------------- | ------------------- | ------------- | -------- |
| 1  | 08-07-1991 | Torneo Internazionale, Palerme              | Tier IV   | 75 000 $    | Terre (ext.)    | Sandra Cecchini     | 6-0, 6-3      | Parcours |
| 2  | 17-02-1992 | Cesena Championships, Cesena                | Tier V    | 100 000 $   | Moquette (int.) | Catherine Tanvier   | 6-1, 6-1      | Parcours |
| 3  | 06-07-1992 | Torneo Internazionale, Palerme              | Tier IV   | 100 000 $   | Terre (ext.)    | Brenda Schultz      | 6-1, 6-7, 6-1 | Parcours |
| 4  | 26-10-1992 | Puerto Rico Open, San Juan                  | Tier IV   | 150 000 $   | Dur (ext.)      | Gigi Fernández      | 6-1, 7-5      | Parcours |
| 5  | 11-10-1993 | Porsche Tennis GP, Filderstadt              | Tier II   | 375 000 $   | Dur (int.)      | Natasha Zvereva     | 6-3, 6-3      | Parcours |
| 6  | 16-01-1995 | Ford Australian Open, Melbourne             | G. Chelem | 2 738 000 $ | Dur (ext.)      | Arantxa Sánchez     | 6-3, 6-2      | Parcours |
| 7  | 18-09-1995 | Nichirei International Championships, Tokyo | Tier II   | 430 000 $   | Dur (ext.)      | Arantxa Sánchez     | 6-3, 6-3      | Parcours |
| 8  | 05-05-1997 | Italian Open, Rome                          | Tier I    | 926 250 $   | Terre (ext.)    | Conchita Martínez   | 6-4, 6-0      | Parcours |
| 9  | 09-02-1998 | Open Gaz de France, Paris                   | Tier II   | 450 000 $   | Moquette (int.) | Dominique Monami    | 6-3, 7-5      | Parcours |
| 10 | 06-04-1998 | Bausch & Lomb Championships, Amelia Island  | Tier II   | 450 000 $   | Terre (ext.)    | Conchita Martínez   | 6-7, 6-0, 6-2 | Parcours |
| 11 | 19-10-1998 | MGTS Kremlin Cup, Moscou                    | Tier I    | 1 000 000 $ | Moquette (int.) | Monica Seles        | 7-6, 6-3      | Parcours |
| 12 | 26-10-1998 | SEAT Open, Luxembourg                       | Tier III  | 164 250 $   | Moquette (int.) | Silvia Farina       | 6-0, 2-0, ab. | Parcours |
| 13 | 25-10-1999 | Generali Open, Linz                         | Tier II   | 520 000 $   | Moquette (int.) | Sandrine Testud     | 7-6, 6-1      | Parcours |
| 14 | 17-04-2000 | Family Circle Cup, Hilton Head              | Tier I    | 1 080 000 $ | Terre (ext.)    | Arantxa Sánchez     | 6-1, 6-0      | Parcours |
| 15 | 29-05-2000 | Roland-Garros, Paris                        | G. Chelem | 4 141 085 $ | Terre (ext.)    | Conchita Martínez   | 6-2, 7-5      | Parcours |
| 16 | 14-06-2004 | Ordina Open, Bois-le-Duc                    | Tier III  | 170 000 $   | Gazon (ext.)    | Klára Koukalová     | 7-6, 6-2      | Parcours |
| 17 | 01-08-2005 | Acura Classic, San Diego                    | Tier I    | 1 300 000 $ | Dur (ext.)      | Ai Sugiyama         | 6-0, 6-3      | Parcours |
| 18 | 10-10-2005 | Ladies Kremlin Cup, Moscou                  | Tier I    | 1 300 000 $ | Moquette (int.) | Francesca Schiavone | 6-4, 6-3      | Parcours |

### Finales en simple dames
| No | Date       | Nom et lieu du tournoi                       | Catégorie | Dotation    | Surface         | Vainqueure             | Score          |          |
| -- | ---------- | -------------------------------------------- | --------- | ----------- | --------------- | ---------------------- | -------------- | -------- |
| 1  | 05-07-1993 | Torneo Internazionale, Palerme               | Tier IV   | 100 000 $   | Terre (ext.)    | Radka Bobková          | 6-3, 6-2       | Parcours |
| 2  | 21-03-1994 | Virginia Slims of Houston, Houston           | Tier II   | 400 000 $   | Terre (ext.)    | Sabine Hack            | 7-5, 6-4       | Parcours |
| 3  | 23-05-1994 | Roland-Garros, Paris                         | G. Chelem | 3 561 928 $ | Terre (ext.)    | Arantxa Sánchez        | 6-4, 6-4       | Parcours |
| 4  | 26-09-1994 | International GP, Leipzig                    | Tier II   | 400 000 $   | Moquette (int.) | Jana Novotná           | 7-5, 6-1       | Parcours |
| 5  | 10-10-1994 | Porsche Tennis GP, Filderstadt               | Tier II   | 400 000 $   | Dur (int.)      | Anke Huber             | 6-4, 6-2       | Parcours |
| 6  | 07-11-1994 | Virginia Slims of Philadelphia, Philadelphie | Tier I    | 750 000 $   | Moquette (int.) | Anke Huber             | 6-0, 6-7, 7-5  | Parcours |
| 7  | 13-02-1995 | Open Gaz de France, Paris                    | Tier II   | 430 000 $   | Moquette (int.) | Steffi Graf            | 6-2, 6-2       | Parcours |
| 8  | 02-10-1995 | European Indoors, Zurich                     | Tier I    | 806 250 $   | Moquette (int.) | Iva Majoli             | 6-4, 6-4       | Parcours |
| 9  | 08-04-1996 | Bausch & Lomb Championships, Amelia Island   | Tier II   | 450 000 $   | Terre (ext.)    | Irina Spîrlea          | 6-7, 6-4, 6-3  | Parcours |
| 10 | 13-01-1997 | Ford Australian Open, Melbourne              | G. Chelem | 4 058 100 $ | Dur (ext.)      | Martina Hingis         | 6-2, 6-2       | Parcours |
| 11 | 07-04-1997 | Bausch & Lomb Championships, Amelia Island   | Tier II   | 450 000 $   | Terre (ext.)    | Lindsay Davenport      | 6-2, 6-3       | Parcours |
| 12 | 12-05-1997 | German Open, Berlin                          | Tier I    | 926 250 $   | Terre (ext.)    | Mary Joe Fernández     | 6-4, 6-2       | Parcours |
| 13 | 17-11-1997 | Chase Championships, New York                | Masters   | 2 000 000 $ | Moquette (int.) | Jana Novotná           | 7-6, 6-2, 6-3  | Parcours |
| 14 | 03-08-1998 | Toshiba Classic, San Diego                   | Tier II   | 450 000 $   | Dur (ext.)      | Lindsay Davenport      | 6-3, 6-1       | Parcours |
| 15 | 04-01-1999 | Thalgo Hard Court Championships, Gold Coast  | Tier III  | 180 000 $   | Dur (ext.)      | Patty Schnyder         | 4-6, 7-6, 6-2  | Parcours |
| 16 | 27-04-1999 | Betty Barclay Cup, Hambourg                  | Tier II   | 520 000 $   | Terre (ext.)    | Venus Williams         | 6-0, 6-3       | Parcours |
| 17 | 03-05-1999 | Italian Open, Rome                           | Tier I    | 1 050 000 $ | Terre (ext.)    | Venus Williams         | 6-4, 6-2       | Parcours |
| 18 | 04-10-1999 | Porsche Tennis Grand Prix, Filderstadt       | Tier II   | 520 000 $   | Dur (int.)      | Martina Hingis         | 6-4, 6-1       | Parcours |
| 19 | 09-02-2004 | Open Gaz de France, Paris                    | Tier II   | 585 000 $   | Moquette (int.) | Kim Clijsters          | 6-2, 6-1       | Parcours |
| 20 | 23-05-2005 | Roland-Garros, Paris                         | G. Chelem | 5 301 154 $ | Terre (ext.)    | Justine Henin Hardenne | 6-1, 6-1       | Parcours |
| 21 | 29-08-2005 | US Open, Flushing Meadows                    | G. Chelem | 7 147 042 $ | Dur (ext.)      | Kim Clijsters          | 6-3, 6-1       | Parcours |
| 22 | 07-11-2005 | Tour Championships by Porsche, Los Angeles   | Masters   | 3 000 000 $ | Dur (int.)      | Amélie Mauresmo        | 5-7, 7-63, 6-4 | Parcours |
| 23 | 06-02-2006 | Open Gaz de France, Paris                    | Tier II   | 600 000 $   | Moquette (int.) | Amélie Mauresmo        | 6-1, 7-62      | Parcours |

### Titres en double dames
| No | Date       | Nom et lieu du tournoi                    | Catégorie | Dotation    | Surface         | Partenaire      | Finalistes                          | Score         |          |
| -- | ---------- | ----------------------------------------- | --------- | ----------- | --------------- | --------------- | ----------------------------------- | ------------- | -------- |
| 1  | 08-07-1991 | Torneo Internazionale Palerme             | Tier IV   | 75 000 $    | Terre (ext.)    | Petra Langrová  | Laura Garrone Mercedes Paz          | 6-3, 6-7, 6-3 | Parcours |
| 2  | 16-09-1996 | Nichirei International Open Tokyo         | Tier II   | 450 000 $   | Dur (ext.)      | Amanda Coetzer  | Park Sung-hee Wang Shi-Ting         | 6-3, 7-6      | Parcours |
| 3  | 28-04-1997 | Rexona Cup Hambourg                       | Tier II   | 450 000 $   | Terre (ext.)    | Anke Huber      | Ruxandra Dragomir Iva Majoli        | 2-6, 7-6, 6-2 | Parcours |
| 4  | 06-04-1998 | Bausch & Lomb Championships Amelia Island | Tier II   | 450 000 $   | Terre (ext.)    | Sandra Cacic    | Barbara Schett Patty Schnyder       | 7-6, 4-6, 7-6 | Parcours |
| 5  | 19-10-1998 | MGTS Kremlin Cup Moscou                   | Tier I    | 1 000 000 $ | Moquette (int.) | Natasha Zvereva | Lisa Raymond Rennae Stubbs          | 6-3, 6-4      | Parcours |
| 6  | 16-08-1999 | Omnium du Maurier Toronto                 | Tier I    | 1 050 000 $ | Dur (ext.)      | Jana Novotná    | Larisa Neiland Arantxa Sánchez      | 6-3, 2-6, 6-3 | Parcours |
| 7  | 01-11-1999 | Sparkassen Cup International Leipzig      | Tier II   | 520 000 $   | Moquette (int.) | Larisa Neiland  | Elena Likhovtseva Ai Sugiyama       | 6-4, 6-3      | Parcours |
| 8  | 31-01-2000 | Toray Pan Pacific Open Tokyo              | Tier I    | 1 080 000 $ | Moquette (int.) | Martina Hingis  | Alexandra Fusai Nathalie Tauziat    | 6-4, 6-1      | Parcours |
| 9  | 29-05-2000 | Roland-Garros Paris                       | G. Chelem | 4 141 085 $ | Terre (ext.)    | Martina Hingis  | Virginia Ruano Pascual Paola Suárez | 6-2, 6-4      | Parcours |
| 10 | 04-08-2003 | JPMorgan Chase Open by Audi Los Angeles   | Tier II   | 635 000 $   | Dur (ext.)      | Rennae Stubbs   | Elena Bovina Els Callens            | 6-3, 6-3      | Parcours |

### Finales en double dames
| No | Date       | Nom et lieu du tournoi                      | Catégorie | Dotation    | Surface         | Vainqueures                           | Partenaire        | Score         |          |
| -- | ---------- | ------------------------------------------- | --------- | ----------- | --------------- | ------------------------------------- | ----------------- | ------------- | -------- |
| 1  | 26-11-1990 | Nivea Cup São Paulo                         | Tier V    | 75 000 $    | Terre (ext.)    | Bettina Fulco Eva Švíglerová          | Luanne Spadea     | 7-5, 6-4      | Parcours |
| 2  | 09-11-1992 | Virginia Slims of Philadelphia Philadelphie | Tier II   | 350 000 $   | Moquette (int.) | Gigi Fernández Natasha Zvereva        | Conchita Martínez | 6-1, 6-3      | Parcours |
| 3  | 14-02-1994 | Open Gaz de France Paris                    | Tier II   | 400 000 $   | Moquette (int.) | Sabine Appelmans Laurence Courtois    | Andrea Temesvári  | 6-4, 6-4      | Parcours |
| 4  | 10-01-2000 | Adidas International Sydney                 | Tier II   | 460 000 $   | Dur (ext.)      | Julie Halard Ai Sugiyama              | Martina Hingis    | 6-0, 6-3      | Parcours |
| 5  | 17-01-2000 | Australian Open Melbourne                   | G. Chelem | 3 544 313 $ | Dur (ext.)      | Lisa Raymond Rennae Stubbs            | Martina Hingis    | 6-4, 5-7, 6-4 | Parcours |
| 6  | 16-06-2003 | Ordina Open Bois-le-Duc                     | Tier III  | 170 000 $   | Gazon (ext.)    | Elena Dementieva Lina Krasnoroutskaïa | Nadia Petrova     | 2-6, 6-3, 6-4 | Parcours |

### Titre en double mixte
| No | Date       | Nom et lieu du tournoi      | Catégorie | Dotation    | Surface      | Partenaire      | Finalistes                     | Score    |          |
| -- | ---------- | --------------------------- | --------- | ----------- | ------------ | --------------- | ------------------------------ | -------- | -------- |
| 1  | 20-06-2005 | The Championships Wimbledon | G. Chelem | 7 285 286 $ | Gazon (ext.) | Mahesh Bhupathi | Tatiana Perebiynis Paul Hanley | 6-4, 6-2 | Parcours |

### Finale en double mixte
| No | Date       | Nom et lieu du tournoi     | Catégorie | Dotation    | Surface    | Vainqueures                   | Partenaire     | Score        |          |
| -- | ---------- | -------------------------- | --------- | ----------- | ---------- | ----------------------------- | -------------- | ------------ | -------- |
| 1  | 04-01-1998 | Hyundai Hopman Cup X Perth | ITF       | 900 000 AU$ | Dur (int.) | Karina Habšudová Karol Kučera | Cédric Pioline | 2 matchs à 1 | Parcours |

## Parcours en Grand Chelem

### En simple dames
| Année | Open d'Australie | Open d'Australie  | Internationaux de France | Internationaux de France | Wimbledon       | Wimbledon        | US Open                                          | US Open             |
| ----- | ---------------- | ----------------- | ------------------------ | ------------------------ | --------------- | ---------------- | ------------------------------------------------ | ------------------- |
| 1990  | -                | -                 | 2e tour (1/32)           | Mary Joe Fernández       | -               | -                | Q3 \|\| style="text-align:left" \| Andrea Farley |                     |
| 1991  | -                | -                 | 3e tour (1/16)           | Gabriela Sabatini        | -               | -                | 3e tour (1/16)                                   | Manuela Maleeva     |
| 1992  | -                | -                 | 4e tour (1/8)            | Jennifer Capriati        | -               | -                | 4e tour (1/8)                                    | Mary Joe Fernández  |
| 1993  | 1/4 de finale    | Gabriela Sabatini | 4e tour (1/8)            | Jennifer Capriati        | -               | -                | 4e tour (1/8)                                    | Steffi Graf         |
| 1994  | 4e tour (1/8)    | Gabriela Sabatini | Finale                   | Arantxa Sánchez          | -               | -                | 1/4 de finale                                    | Jana Novotná        |
| 1995  | Victoire         | Arantxa Sánchez   | 4e tour (1/8)            | Iva Majoli               | 2e tour (1/32)  | Nathalie Tauziat | 3e tour (1/16)                                   | Amy Frazier         |
| 1996  | 2e tour (1/32)   | Elena Likhovtseva | 3e tour (1/16)           | Barbara Rittner          | 1/4 de finale   | Kimiko Date      | -                                                | -                   |
| 1997  | Finale           | Martina Hingis    | 4e tour (1/8)            | Monica Seles             | 4e tour (1/8)   | Arantxa Sánchez  | 4e tour (1/8)                                    | Monica Seles        |
| 1998  | 1/4 de finale    | Martina Hingis    | 2e tour (1/32)           | Magüi Serna              | 1er tour (1/64) | Elena Tatarkova  | 4e tour (1/8)                                    | Venus Williams      |
| 1999  | 1/4 de finale    | Martina Hingis    | 2e tour (1/32)           | Conchita Martínez        | 4e tour (1/8)   | Jelena Dokić     | 1/4 de finale                                    | Lindsay Davenport   |
| 2000  | 4e tour (1/8)    | Ai Sugiyama       | Victoire                 | Conchita Martínez        | 2e tour (1/32)  | Magüi Serna      | 4e tour (1/8)                                    | Anke Huber          |
| 2001  | 3e tour (1/16)   | Paola Suárez      | -                        | -                        | -               | -                | -                                                | -                   |
| 2002  | 1er tour (1/64)  | Jill Craybas      | 1/4 de finale            | Serena Williams          | 3e tour (1/16)  | Laura Granville  | 1er tour (1/64)                                  | Paola Suárez        |
| 2003  | 2e tour (1/32)   | Chanda Rubin      | 1er tour (1/64)          | Clarisa Fernández        | 4e tour (1/8)   | Justine Henin    | 4e tour (1/8)                                    | Anastasia Myskina   |
| 2004  | -                | -                 | 3e tour (1/16)           | Venus Williams           | 1er tour (1/64) | Virginia Ruano   | 4e tour (1/8)                                    | Svetlana Kuznetsova |
| 2005  | 1er tour (1/64)  | Stéphanie Cohen   | Finale                   | Justine Henin            | 1/4 de finale   | Venus Williams   | Finale                                           | Kim Clijsters       |
| 2006  | 2e tour (1/32)   | Iveta Benešová    | -                        | -                        | -               | -                | 3e tour (1/16)                                   | Li Na               |

À droite du résultat, l’ultime adversaire.

### En double dames
| Année | Open d'Australie              | Open d'Australie           | Internationaux de France     | Internationaux de France | Wimbledon                    | Wimbledon                  | US Open                       | US Open                    |
| ----- | ----------------------------- | -------------------------- | ---------------------------- | ------------------------ | ---------------------------- | -------------------------- | ----------------------------- | -------------------------- |
| 1990  | -                             | -                          | -                            | -                        | -                            | -                          | 2e tour (1/16) Luanne Spadea  | Mercedes Paz G. Sabatini   |
| 1991  | -                             | -                          | 1/4 de finale Sandy Collins  | A. Sánchez Helena Suková | -                            | -                          | 1er tour (1/32) Luanne Spadea | Tracey Morton Clare Wood   |
| 1992  | -                             | -                          | 1/4 de finale P. Tarabini    | Jana Novotná L. Neiland  | -                            | -                          | 1er tour (1/32) B. Nagelsen   | Patty Fendick A. Strnadová |
| 1993  | 1er tour (1/32) Sandy Collins | Yayuk Basuki Nana Miyagi   | 1er tour (1/32) A. Strnadová | R. McQuillan C. Porwik   | -                            | -                          | -                             | -                          |
| 1997  | 1er tour (1/32) A. Coetzer    | G. Fernández A. Sánchez    | 2e tour (1/16) A. Coetzer    | C. Martínez P. Tarabini  | 1er tour (1/32) A. Coetzer   | N. Tauziat Linda Wild      | 2e tour (1/16) A. Coetzer     | M. Hingis A. Sánchez       |
| 1998  | -                             | -                          | 1er tour (1/32) Sandra Cacic | B. Schett P. Schnyder    | 1er tour (1/32) Sandra Cacic | C. Barclay K. Guse         | 1er tour (1/32) Sandra Cacic  | Olga Lugina E. Tatarkova   |
| 1999  | 1er tour (1/32) Mirjana Lučić | C. Singer H. Vildová       | 1/2 finale L. Davenport      | S. Williams V. Williams  | -                            | -                          | 1/2 finale B. Schett          | S. Williams V. Williams    |
| 2000  | Finale M. Hingis              | Lisa Raymond Rennae Stubbs | Victoire M. Hingis           | V. Ruano Paola Suárez    | 2e tour (1/16) M. Hingis     | A. Cocheteux N. Dechy      | 3e tour (1/8) M. Hingis       | C. Martínez P. Tarabini    |
| 2001  | 3e tour (1/8) S. Testud       | Nicole Pratt Shaughnessy   | -                            | -                        | -                            | -                          | -                             | -                          |
| 2002  | -                             | -                          | -                            | -                        | 3e tour (1/8) C. Martínez    | Lisa Raymond Rennae Stubbs | -                             | -                          |
| 2003  | 1/4 de finale Rennae Stubbs   | L. Davenport Lisa Raymond  | -                            | -                        | -                            | -                          | 3e tour (1/8) Nadia Petrova   | Elena Bovina Rennae Stubbs |
| 2004  | -                             | -                          | -                            | -                        | 3e tour (1/8) T. Golovin     | María Vento A. Widjaja     | -                             | -                          |
| 2005  | -                             | -                          | 2e tour (1/16) S. Kuznetsova | J. Husárová C. Martínez  | -                            | -                          | -                             | -                          |

Sous le résultat, la partenaire ; à droite, l’ultime équipe adverse.

### En double mixte
| Année | Open d'Australie             | Open d'Australie            | Internationaux de France      | Internationaux de France   | Wimbledon                 | Wimbledon                 | US Open                      | US Open                 |
| ----- | ---------------------------- | --------------------------- | ----------------------------- | -------------------------- | ------------------------- | ------------------------- | ---------------------------- | ----------------------- |
| 1990  | -                            | -                           | 1/4 de finale C. Campbell     | A. Sánchez Jorge Lozano    | -                         | -                         | -                            | -                       |
| 1991  | -                            | -                           | 3e tour (1/8) Ken Flach       | A. Sánchez Jorge Lozano    | -                         | -                         | 1er tour (1/16) Jorge Lozano | Eva Pfaff Nick Brown    |
| 1992  | -                            | -                           | 1/4 de finale Jared Palmer    | Nicole Provis M. Woodforde | -                         | -                         | -                            | -                       |
| 1993  | 1er tour (1/16) H. J. Davids | Kathy Rinaldi Grant Connell | 1er tour (1/32) F. Santoro    | Debbie Graham Van Emburgh  | -                         | -                         | -                            | -                       |
| 1994  | -                            | -                           | 2e tour (1/16) Luke Jensen    | L. Neiland A. Olhovskiy    | -                         | -                         | 1/4 de finale Murphy Jensen  | G. Fernández Cyril Suk  |
| 1995  | -                            | -                           | 1er tour (1/32) Murphy Jensen | S. Stafford Jack Waite     | -                         | -                         | 1/2 finale Luke Jensen       | M. McGrath Matt Lucena  |
| 1996  | -                            | -                           | -                             | -                          | 3e tour (1/8) Pat Cash    | Kimberly Po Rikard Bergh  | -                            | -                       |
| 1999  | -                            | -                           | -                             | -                          | 2e tour (1/16) Max Mirnyi | B. Rittner Martin Damm    | 1/4 de finale J. de Jager    | Ai Sugiyama M. Bhupathi |
| 2005  | -                            | -                           | -                             | -                          | Victoire M. Bhupathi      | T. Perebiynis Paul Hanley | -                            | -                       |

Sous le résultat, le partenaire ; à droite, l’ultime équipe adverse.

## Parcours aux Masters

### En simple dames
| # | Date       | Nom de l'édition                          | ($)       | Surface         | Résultat       | Ultime adversaire | Score          |          |
| - | ---------- | ----------------------------------------- | --------- | --------------- | -------------- | ----------------- | -------------- | -------- |
| 1 | 15/11/1993 | Virginia Slims Championships New York     | 3 708 500 | Moquette (int.) | 1/2 finale     | Arantxa Sánchez   | 6-2, 5-7, 6-2  | Parcours |
| 2 | 14/11/1994 | Virginia Slims Championships New York     | 3 500 000 | Moquette (int.) | 1/2 finale     | Lindsay Davenport | 6-3, 6-2       | Parcours |
| 3 | 13/11/1995 | WTA Tour Championships New York           | 2 000 000 | Moquette (int.) | 1er tour (1/8) | Anke Huber        | 6-2, 6-3       | Parcours |
| 4 | 17/11/1997 | Chase Championships New York              | 2 000 000 | Moquette (int.) | Finale         | Jana Novotná      | 7-6, 6-2, 6-3  | Parcours |
| 5 | 16/11/1998 | Chase Championships New York              | 2 000 000 | Moquette (int.) | 1/4 de finale  | Martina Hingis    | 7-6, 6-4       | Parcours |
| 6 | 15/11/1999 | Chase Championships New York              | 2 000 000 | Moquette (int.) | 1/4 de finale  | Martina Hingis    | 6-1, 6-2       | Parcours |
| 7 | 07/11/2005 | Tour Championships by Porsche Los Angeles | 3 000 000 | Dur (int.)      | Finale         | Amélie Mauresmo   | 5-7, 7-63, 6-4 | Parcours |

## Parcours aux Jeux olympiques

### En simple dames
| # | Date       | Nom de l'olympiade             | Surface      | Résultat       | Ultime adversaire      | Score          |          |
| - | ---------- | ------------------------------ | ------------ | -------------- | ---------------------- | -------------- | -------- |
| 1 | 28/07/1992 | Olympic Tennis Event Barcelone | Terre (ext.) | 2e tour (1/16) | Yayuk Basuki           | 0-6, 6-3, 10-8 | Parcours |
| 2 | 23/07/1996 | Olympic Tennis Event Atlanta   | Dur (ext.)   | 2e tour (1/16) | Inés Gorrochategui     | 6-4, 1-6, 7-5  | Parcours |
| 3 | 15/08/2004 | Olympic Tennis Event Athènes   | Dur (ext.)   | 1/4 de finale  | Justine Henin Hardenne | 6-4, 6-4       | Parcours |

### En double dames
| # | Date       | Nom de l'olympiade           | Surface    | Résultat      | Partenaire       | Ultimes adversaires               | Score    |          |
| - | ---------- | ---------------------------- | ---------- | ------------- | ---------------- | --------------------------------- | -------- | -------- |
| 1 | 23/07/1996 | Olympic Tennis Event Atlanta | Dur (ext.) | 2e tour (1/8) | Nathalie Tauziat | Gigi Fernández Mary Joe Fernández | 6-4, 6-3 | Parcours |
| 2 | 15/08/2004 | Olympic Tennis Event Athènes | Dur (ext.) | 2e tour (1/8) | Amélie Mauresmo  | Martina Navrátilová Lisa Raymond  | Forfait  | Parcours |

## Parcours en Coupe de la Fédération
| #                                                                       | Date       | Lieu            | Surface                          | Gagnante(s)                       | Perdante(s)                       | Score          |          |
|                                                                         |            |                 |                                  |                                   |                                   |                |          |
| 1990 - 1er tour (groupe mondial) - France - Taïwan - 3 : 0              |            |                 |                                  |                                   |                                   |                |          |
| 1                                                                       | 23/07/1990 | Atlanta         | Dur (ext.)                       | Isabelle Demongeot Mary Pierce    | Lai Su-Lin Lin Ya-Hui             | 6-2, 6-2       | Parcours |
|                                                                         |            |                 |                                  |                                   |                                   |                |          |
| 1990 - 2e tour (groupe mondial) - France - Nouvelle-Zélande - 3 : 0     |            |                 |                                  |                                   |                                   |                |          |
| 2                                                                       | 23/07/1990 | Atlanta         | Dur (ext.)                       | Isabelle Demongeot Mary Pierce    | Belinda Cordwell Julie Richardson | 6-3, 6-4       | Parcours |
|                                                                         |            |                 |                                  |                                   |                                   |                |          |
| 1990 - 1/4 de finale (groupe mondial) - France - Espagne - 0 : 3        |            |                 |                                  |                                   |                                   |                |          |
| 3                                                                       | 23/07/1990 | Atlanta         | Dur (ext.)                       | Conchita Martínez Arantxa Sánchez | Isabelle Demongeot Mary Pierce    | 6-4, 6-4       | Parcours |
|                                                                         |            |                 |                                  |                                   |                                   |                |          |
| 1991 - 1er tour (groupe mondial) - Pologne - France - 2 : 1             |            |                 |                                  |                                   |                                   |                |          |
| 4                                                                       | 22/07/1991 | Nottingham      |                                  | Mary Pierce                       | Magdalena Feistel                 | 6-4, 6-2       | Parcours |
| 4                                                                       | 22/07/1991 | Nottingham      | Magdalena Feistel K. Teodorowicz | Mary Pierce Nathalie Tauziat      | 6-4, 6-4                          |                | Parcours |
|                                                                         |            |                 |                                  |                                   |                                   |                |          |
| 1991 - Barrage (groupe mondial I) - Yougoslavie - France - 0 : 2        |            |                 |                                  |                                   |                                   |                |          |
| 5                                                                       | 25/07/1991 | Nottingham      |                                  | Mary Pierce                       | Ljudmila Pavlov                   | 6-0, 6-1       | Parcours |
|                                                                         |            |                 |                                  |                                   |                                   |                |          |
| 1992 - 1er tour (groupe mondial) - France - Chine - 2 : 1               |            |                 |                                  |                                   |                                   |                |          |
| 6                                                                       | 14/07/1992 | Francfort       | Terre (ext.)                     | Mary Pierce                       | Chen Li Ling                      | 6-2, 6-2       | Parcours |
|                                                                         |            |                 |                                  |                                   |                                   |                |          |
| 1992 - 2e tour (groupe mondial) - France - CEI - 3 : 0                  |            |                 |                                  |                                   |                                   |                |          |
| 7                                                                       | 15/07/1992 | Francfort       | Terre (ext.)                     | Mary Pierce                       | Elena Makarova                    | 6-1, 6-2       | Parcours |
|                                                                         |            |                 |                                  |                                   |                                   |                |          |
| 1992 - 1/4 de finale (groupe mondial) - France - États-Unis - 1 : 2     |            |                 |                                  |                                   |                                   |                |          |
| 8                                                                       | 16/07/1992 | Francfort       | Terre (ext.)                     | Gigi Fernández                    | Mary Pierce                       | 6-1, 6-4       | Parcours |
|                                                                         |            |                 |                                  |                                   |                                   |                |          |
| 1994 - 1er tour (groupe mondial) - Corée du Sud - France - 0 : 3        |            |                 |                                  |                                   |                                   |                |          |
| 9                                                                       | 18/07/1994 | Francfort       | Terre (ext.)                     | Mary Pierce                       | Park Sung-hee                     | 6-3, 6-1       | Parcours |
|                                                                         |            |                 |                                  |                                   |                                   |                |          |
| 1994 - 2e tour (groupe mondial) - Italie - France - 0 : 3               |            |                 |                                  |                                   |                                   |                |          |
| 10                                                                      | 20/07/1994 | Francfort       | Terre (ext.)                     | Mary Pierce                       | Sandra Cecchini                   | 6-0, 6-3       | Parcours |
|                                                                         |            |                 |                                  |                                   |                                   |                |          |
| 1994 - 1/4 de finale (groupe mondial) - Bulgarie - France - 1 : 2       |            |                 |                                  |                                   |                                   |                |          |
| 11                                                                      | 22/07/1994 | Francfort       | Terre (ext.)                     | Magdalena Maleeva                 | Mary Pierce                       | 6-76, 6-4, 6-4 | Parcours |
|                                                                         |            |                 |                                  |                                   |                                   |                |          |
| 1994 - 1/2 finale (groupe mondial) - France - États-Unis - 0 : 3        |            |                 |                                  |                                   |                                   |                |          |
| 12                                                                      | 23/07/1994 | Francfort       | Terre (ext.)                     | Lindsay Davenport                 | Mary Pierce                       | 5-7, 6-2, 6-2  | Parcours |
|                                                                         |            |                 |                                  |                                   |                                   |                |          |
| 1995 - 1/4 de finale (groupe mondial) - France - Afrique du Sud - 3 : 2 |            |                 |                                  |                                   |                                   |                |          |
| 13                                                                      | 21/04/1995 | Metz            | Terre (ext.)                     | Mary Pierce                       | Joannette Kruger                  | 6-4, 6-3       | Parcours |
| 13                                                                      | 21/04/1995 | Metz            | Terre (ext.)                     | Amanda Coetzer                    | Mary Pierce                       | 6-4, 6-3       | Parcours |
|                                                                         |            |                 |                                  |                                   |                                   |                |          |
| 1995 - 1/2 finale (groupe mondial) - États-Unis - France - 3 : 2        |            |                 |                                  |                                   |                                   |                |          |
| 14                                                                      | 22/07/1995 | Wilmington      | Moquette (int.)                  | Mary Pierce                       | Mary Joe Fernández                | 7-61, 6-3      | Parcours |
| 14                                                                      | 22/07/1995 | Wilmington      | Moquette (int.)                  | Lindsay Davenport                 | Mary Pierce                       | 6-3, 4-6, 6-0  | Parcours |
|                                                                         |            |                 |                                  |                                   |                                   |                |          |
| 1996 - 1/2 finale (groupe mondial) - France - Espagne - 2 : 3           |            |                 |                                  |                                   |                                   |                |          |
| 15                                                                      | 13/07/1996 | Bayonne         | Moquette (int.)                  | Mary Pierce                       | Arantxa Sánchez                   | 6-3, 6-4       | Parcours |
| 15                                                                      | 13/07/1996 | Bayonne         | Moquette (int.)                  | Conchita Martínez                 | Mary Pierce                       | 7-5, 6-1       | Parcours |
|                                                                         |            |                 |                                  |                                   |                                   |                |          |
| 1997 - 1/4 de finale (groupe mondial) - Japon - France - 1 : 4          |            |                 |                                  |                                   |                                   |                |          |
| 16                                                                      | 01/03/1997 | Tokyo           | Dur (int.)                       | Mary Pierce                       | Naoko Sawamatsu                   | 6-0, 7-64      | Parcours |
| 16                                                                      | 01/03/1997 | Tokyo           | Dur (int.)                       | Ai Sugiyama                       | Mary Pierce                       | 7-5, 6-77, 6-4 | Parcours |
|                                                                         |            |                 |                                  |                                   |                                   |                |          |
| 1997 - Finale (groupe mondial) - Pays-Bas - France - 1 : 4              |            |                 |                                  |                                   |                                   |                |          |
| 17                                                                      | 04/10/1997 | Bois-le-Duc     | Moquette (int.)                  | Mary Pierce                       | Miriam Oremans                    | 6-4, 6-1       | Parcours |
| 17                                                                      | 04/10/1997 | Bois-le-Duc     | Moquette (int.)                  | Brenda Schultz                    | Mary Pierce                       | 4-6, 6-3, 6-4  | Parcours |
|                                                                         |            |                 |                                  |                                   |                                   |                |          |
| 2003 - 1/2 finale (groupe mondial) - Russie - France - 2 : 3            |            |                 |                                  |                                   |                                   |                |          |
| 18                                                                      | 19/11/2003 | Moscou          | Moquette (int.)                  | Anastasia Myskina                 | Mary Pierce                       | 4-6, 7-62, 7-5 | Parcours |
| 18                                                                      | 19/11/2003 | Moscou          | Moquette (int.)                  | Mary Pierce                       | Vera Zvonareva                    | 6-4, 3-6, 6-3  | Parcours |
|                                                                         |            |                 |                                  |                                   |                                   |                |          |
| 2003 - Finale (groupe mondial) - États-Unis - France - 1 : 4            |            |                 |                                  |                                   |                                   |                |          |
| 19                                                                      | 22/11/2003 | Moscou          | Moquette (int.)                  | Mary Pierce                       | Meghann Shaughnessy               | 6-3, 3-6, 8-6  | Parcours |
|                                                                         |            |                 |                                  |                                   |                                   |                |          |
| 2004 - 1/4 de finale (groupe mondial) - Italie - France - 2 : 3         |            |                 |                                  |                                   |                                   |                |          |
| 20                                                                      | 10/07/2004 | Rimini          | Terre (ext.)                     | Mary Pierce                       | Francesca Schiavone               | 6-3, 6-4       | Parcours |
| 20                                                                      | 10/07/2004 | Rimini          | Terre (ext.)                     | Tathiana Garbin Roberta Vinci     | Tatiana Golovin Mary Pierce       | 6-0, 7-65      | Parcours |
|                                                                         |            |                 |                                  |                                   |                                   |                |          |
| 2005 - 1/2 finale (groupe mondial) - France - Espagne - 3 : 1           |            |                 |                                  |                                   |                                   |                |          |
| 21                                                                      | 09/07/2005 | Aix-en-Provence | Dur (ext.)                       | Mary Pierce                       | Nuria Llagostera                  | 6-4, 6-4       | Parcours |
| 21                                                                      | 09/07/2005 | Aix-en-Provence | Dur (ext.)                       | Anabel Medina M. A. Sánchez       | Amélie Mauresmo Mary Pierce       | 2-1, ab.       | Parcours |
|                                                                         |            |                 |                                  |                                   |                                   |                |          |
| 2005 - Finale (groupe mondial) - France - Russie - 2 : 3                |            |                 |                                  |                                   |                                   |                |          |
| 22                                                                      | 17/09/2005 | Paris           | Terre (ext.)                     | Elena Dementieva                  | Mary Pierce                       | 7-61, 2-6, 6-1 | Parcours |
| 22                                                                      | 17/09/2005 | Paris           | Terre (ext.)                     | Mary Pierce                       | Anastasia Myskina                 | 4-6, 6-4, 6-2  | Parcours |
| 22                                                                      | 17/09/2005 | Paris           | Terre (ext.)                     | Elena Dementieva Dinara Safina    | Amélie Mauresmo Mary Pierce       | 6-4, 1-6, 6-3  | Parcours |

## Classements WTA en fin de saison

### En simple
| Année | 1989 | 1990 | 1991 | 1992 | 1993 | 1994 | 1995 | 1996 | 1997 | 1998 | 1999 | 2000 | 2001 | 2002 | 2003 | 2004 | 2005 | 2006 |
| Rang  | 243  | 107  | 26   | 13   | 12   | 5    | 5    | 24   | 7    | 7    | 5    | 7    | 130  | 52   | 33   | 29   | 5    | 79   |

Source : (en) « Classements de Mary Pierce », sur le site officiel du WTA Tour

### En double
| Année | 1989 | 1990 | 1991 | 1992 | 1993 | 1994 | 1995 | 1996 | 1997 | 1998 | 1999 | 2000 | 2001 | 2002 | 2003 | 2004 | 2005 |
| Rang  | 274  | 75   | 49   | 40   | 117  | 35   | 103  | -    | 55   | 56   | 20   | 9    | 137  | 222  | 30   | 86   | 119  |

Source : (en) « Classements de Mary Pierce », sur le site officiel du WTA Tour

## Distinctions
- Officier de l'ordre national du Mérite - France 2008[12]
- Inspiration award : pour l'ensemble de sa carrière - Charleston 2006
- Sanex Fans Award 2002 Roland Garros : joueuse la plus naturelle et sympa du tournoi(plus de 70 000 votes).
- Virtua Tennis 2 : son personnage virtuel est à l'affiche du jeu vidéo (2001)
- Year Award : Le comeback de l'année - 1997 (passe de la 25e à la 7e place mondiale)
- Prix Bourgeon - France 1992 (star montante)[13]

## Vidéographie
- Champions de France - Mary Pierce, série Champions de France, film-portrait raconté par Léa Salamé, co-réalisé par Pascal Blanchard et Rachid Bouchareb 2016, 2 minutes. [voir en ligne]